# Rockpalast Nacht
Rockpalast Nacht, ook wel Rocknacht genoemd, was een serie concerten die het Duitse muziekprogramma Rockpalast vanuit de Grugahalle in Essen organiseerde. Tussen 1977 en 1986 vonden er zeventien - veelal halfjaarlijkse - concerten plaats van ruim zes uur; in eigen land werden ze live uitgezonden door omroep ARD (op tv en radio) en waren via Eurovisie in de rest van Europa te zien. Het concept was bedacht door Christian Wagner en Peter Rüchel; de presentatie was in handen van Albrecht Metzger en Alan Bangs.

## Achtergrond
De Rockpalast Nacht bestond uit drie of vier concerten waarbij vrijwel onbekende bands en gevestigde acts als Peter Gabriel, The Police of The Who het podium deelden. Vele nieuwkomers, waaronder ZZ Top en Bryan Adams, zijn doorgebroken na hun optredens tijdens de Rockpalast Nacht. Aanvankelijk lag de focus op classic rock- en bluesrockbands, maar later werden ook artiesten geboekt als de Nigeriaanse muzikant King Sunny Adé en de Panamese salsazanger Rubén Blades. Plannen om Bruce Springsteen naar Essen te halen zijn nooit verwezenlijkt. Tijdens de laatste Rocknacht in maart 1986 waren er optredens van o.a. de Duitse rockband BAP.

## Invloed
De Rockpalast Nachten hebben een cultstatus verworven en waren - hoewel uniek in de Europese tv-geschiedenis - een voorbeeld voor de Rocknachten die de Nederlandse omroep Veronica tussen 1982 en 1985 uitzond.

## Overzicht
1. Rockpalast Nacht: 23 juli 1977 met Rory Gallagher, Little Feat en Roger McGuinn’s Thunderbyrd
2. Rockpalast Nacht: 4 maart 1978 met Mother's Finest, Dickey Betts and Great Southern en Spirit
3. Rockpalast Nacht: 15 september 1978 met Paul Butterfield Band, Peter Gabriel en Alvin Lee’s Ten Years Later
4. Rockpalast Nacht: 21 april 1979 met J. Geils Band, Patti Smith Group en Johnny Winter
5. Rockpalast Nacht: 6 oktober 1979 met Southside Johnny & the Asbury Jukes, Nils Lofgren en Mitch Ryder
6. Rockpalast Nacht: 19 april 1980 met The Blues Band, Joan Armatrading, Ian Hunter feat. Mick Ronson en ZZ Top
7. Rockpalast Nacht: 18 oktober 1980 met Graham Parker and the Rumour, The Police en Jack Bruce and Friends
8. Rockpalast Nacht: 28 maart 1981 met The Who en Grateful Dead (eerste gezamenlijke optreden sinds het Monterey Pop Festival in 1967)
9. Rockpalast Nacht: 17 oktober 1981 met The Undertones, Mink de Ville, Black Uhuru en Roger Chapman and the Shortlist
10. Rockpalast Nacht: 3 april 1982 met Rick James, Van Morrison en The Kinks
11. Rockpalast Nacht: 16 oktober 1982 met Little Steven and the Disciples of Soul, Gianna Nannini en Kid Creole & the Coconuts
12. Rockpalast Nacht: 17 april 1983 met Kevin Rowland and Dexys Midnight Runners, Joe Jackson en King Sunny Adé and His African Beats
13. Rockpalast Nacht: 15 oktober 1983 met Bryan Adams, Elvis Costello and the Attractions en Cheap Trick
14. Rockpalast Nacht: 13 oktober 1984 met Huey Lewis & the News, Chalice, Level 42 en John Cale Band
15. Rockpalast Nacht: 30 maart 1985 met Wolf Maahn und die Deserteure, Paul Young and the Royal Family, Al Jarreau en Prince (live vanuit Syracuse, NY)
16. Rockpalast Nacht: 19 oktober 1985 met The Armoury Show, Squeeze, Rodgau Monotones en Rubén Blades y Seis Del Solar
17. Rockpalast Nacht: 15 maart 1986 met Big Country, Jackson Browne en BAP

## Weblinks
- WDR: 1. Rockpalast Nacht, Grugahalle Essen 1977
- Private Rockpalast-Archiv-Website
- Offizielle Website
- I've Lost My Mind In Essen | Doku | Rockpalast